# 김지훈 (연출가)
김지훈은 대한민국 텔레비전 드라마 감독이다.

## 드라마
- 2021년 MBC 4부작 토요드라마  《이벤트를 확인하세요》 (연출)
- 2022년 MBC 금토드라마        《꼭두의 계절》 (공동연출)